# Novoserhiivka (Mariivka), Zaporijjea
Novoserhiivka (în ucraineană Новосергіївка) este un sat în comuna Mariivka din raionul Zaporijjea, regiunea Zaporijjea, Ucraina.

## Demografie
Componența lingvistică a localității Novoserhiivka
     Ucraineană (80,92%)
     Rusă (19,08%)
Conform recensământului din 2001, majoritatea populației localității Novoserhiivka era vorbitoare de ucraineană (80,92%), existând în minoritate și vorbitori de rusă (19,08%).